# 渓堿鉄路
渓堿鉄路（けいかんてつろ）は、満州国奉天省本渓県本渓湖街（現在の中華人民共和国遼寧省本渓市）の太子河駅から同県牛心台鎮（現在の同市明山区牛心台鎮）の牛心台駅までと、牛心台駅から王官溝駅・紅瞼溝駅・小南溝駅・大南溝駅をそれぞれ結ぶ私鉄路線を運営していた鉄道事業者、およびその路線。
日中合弁会社であったが、合弁前より南満州鉄道と浅からぬ縁があり、合弁後も南満州鉄道と地元日本系企業による合弁となるなど、実質的に日本資本の会社であった。

## 概要
「渓堿」の名称は、当線に牛心台よりさらに東部に位置する堿廠までの延伸計画が存在したことにより、「本渓湖」と「堿廠」の一字を採用し命名された。ただし実際に堿廠方面への延伸を実現したのは国鉄線となっている。
線形は極めて単純であった。本線は起点の太子河駅から太子河の左岸を進み、北東方向に若干延伸し終点の牛心台に至る路線である。支線はすべてこの牛心台駅を起点としており、北進後に分岐する王官溝への支線及び、その手前から分岐する紅瞼溝・小南溝・大南溝への支線が存在していた。
起点である太子河駅は、南満州鉄道安奉線の本渓湖駅と宮原駅（現在の本渓駅）間に位置する太子河橋梁の南詰に所在し、他線との連絡のない孤立駅であったが、徒歩により本渓湖駅及び宮原駅と連絡可能な立地であった。

### 路線データ
- 営業区間：太子河 - 牛心台・牛心台 - 王官溝・牛心台 - 紅瞼溝・牛心台 - 小南溝・牛心台 - 大南溝
- 路線距離（営業キロ）：19.3km
- 軌間：762mm
- 駅数：9駅（起終点駅含む）
- 複線区間：なし（全線単線）
- 電化区間：なし

旅客営業を行っていたのは本線9.3kmの部分のみで支線は全て貨物線であったが、旅客営業を行っていたという記録もある。区間・営業距離は文献によって異なるが、ここでは区間は今尾恵介・原武史監修『日本鉄道旅行地図帳 歴史編成 満洲樺太』に、営業距離は南満洲鉄道株式会社経済調査会第三部編『満洲各鉄道一覧』に従った。
なお同文献によると「総延長約24km」とされており、他にも支線があった可能性があるが詳細は不明である。また小南溝・大南溝の両支線を南溝への支線として一つに扱う文献もある。

## 歴史

### 前史
日露戦争の結果、ポーツマス条約により東清鉄道南部線の南側の権益を獲得、南満州鉄道本線とし沿線地域を「南満州鉄道附属地」として租借した日本は、附属地内およびその周辺でインフラ整備事業や鉱山・工場経営などの工業化政策を実行した。
これは日本陸軍によって敷設された安奉線においても同様であり、貿易商社・大倉組を経営する大倉喜八郎は、日露戦争終結後の1905年から奉天を中心に沿線開発に注力、本渓湖では日中合弁会社の炭鉱・製鉄会社「本渓湖煤鉄有限公司」を設立して炭鉱開発や製鉄産業などの経営を積極的に行っていた。
だが本渓湖炭鉱群の中には、地元民により既に採掘に着手されているものもあった。その一つが本渓湖から10キロほど離れた郊外に位置した牛心台炭鉱である。この炭鉱が産出する石炭は無煙炭と称される高品質の石炭であり、奉天や遼陽に輸送され高値で取引が行われ、炭鉱経営では大きな収益を上げていた。
しかし牛心台炭鉱には鉄道が存在しなかったことから、水運もしくは馬車に頼る石炭輸送を余儀なくされ、その輸送力の限界と輸送コストの高騰が問題となり、良質の石炭を産出しながらその発展は非常に限定的であった。

### 計画
このような輸送問題に直面していた牛心台炭鉱に着目したのが、鉄嶺の実業家・権太親吉である。1913年、権太は牛心台炭鉱に石炭輸送を目的とした軽便鉄道を敷設、本渓湖において安奉線と接続させることで、輸送力の増大を図り炭鉱の発展を促進するとともに南満州鉄道本体に利益をもたらす培養線とする構想を打ち立てた。
これ以前にも牛心台炭鉱への鉄道建設構想は存在していたが、中華民国は自国民以外による鉄道敷設を認めない方針であったため、計画が実現することはなかった。
このため権太は炭鉱にほど近い本渓湖の商務総会長に協力を要請、商務総会長名義で敷設を申請し、敷設事業自体は権太が請け負うという方法により建設を計画、さらに鉄道所有権を権太に有利な条件で契約することで経営権の掌握を考えた。外国資本による建設不認可政策に矛盾せず、かつ実際の敷設権や経営権を日本側が掌握するという日本の利権鉄道が実現することとなった。
しかし、実際に建設着手するに際して、資本調達が大きな問題となった。建設には70万円から80万円という当時としては大金が必要であり、個人実業家で調達可能な金額ではなかった。それを乗り越えるために南満州鉄道理事・犬塚信太郎に協力を求めたところ、満鉄による出資が可能かを調査するため計画の概要を書面で提出するよう指示された。
鉄道事業について素人であった権太は自身での書類作成は無理と考えて大連駐在の満鉄社員・中川久明に相談した。中川は満鉄役員ではなかったが、日露戦争で軽便規格の軍事鉄道として安奉線が敷設された際、その敷設の一部に参加し運転事務・営業規則・運賃などを策定した実績があり、軽便鉄道時代の安奉線の事務にも参加していた。その経験を活用し、収支見積りや経営方針の文書を作成してもらおうとした。
中川は具体化するまでは「機密」として外部に公開しないことを条件に計画書策定を了承、2日ほどで完成させ権太に渡した。計画書は満鉄に提出され、犬塚は計画書を見て、建設資金を全て満鉄負担とすると共に、具体的な計画を策定した中川を建設責任者として指名した。
満鉄による軽便鉄道、また初めての培養線敷設であることから中川は熱意を持って会社設立、路線計画に奔走した。当初は満鉄は資金提供のみとすることから機密扱いであったが、やがて満鉄自身の事業に昇格したことで計画は広く公開されることになった。

### 炭鉱経営者との衝突
しかし計画実現に向け準備が進められる中、牛心台炭鉱で産出される石炭の販売権を有する大連の実業家・石本鏆太郎（かんたろう）より、鉄道による石炭輸送を認めないと通告があった。
石本は曳舟道による石炭輸送を以前より計画しており、その計画変更が不可能であることを理由にした反対であった。
だが権太側も、南満州鉄道の事業と決定した現状では、計画を中止することもできない。石炭が輸送できなければ赤字は確定であり、悲観的な見方もなされるようになった。
しかし中川による現地調査が行われると、牛心台炭鉱の経営状況が明らかになった。石本の石炭販売権は全体の60%にしかおよんでいなかった。そこで残りの40%を輸送に充当することで利害衝突を回避し、また石本よりも有利な経営環境を整えることで石本に対抗できると考えられた。
中川は商店のない牛心台に物物交換所を設置し炭鉱労働者や住民への便宜を図り、また本渓湖の名産品でもある炭の製造所を新設して新たな収入源としたり、また鉄道自体途中駅を最初から無人としたり、駅舎と社宅を兼用するなどして経費抑制の方針を検討し石本への対抗準備を整えた。
こうして炭鉱の経営権を持つ人物の反発に遭うという状況下で、死中に活を求めながらの鉄道建設が進められることとなった。

### 工事妨害
だが着工直前、中国側責任者である本渓湖の商務総会長と権太が衝突。商務総会長が鉄道の所有権を主張し、それが認められなければ請負契約を打ち切ると通告した。
当初は契約破棄されても大勢に影響はないと楽観的に考えられていたが、商務総会長が県庁に訴えると、県庁は鉄道建設予定地の中国人以外への貸借・売買・贈与、さらに工事に協力することを禁止する決定を行った。
しかしこの決定は権太はじめとする会社幹部には伝わらず、労働者が集まらない状況でも商務総会長の個人的な小細工に過ぎないと軽視し、朝鮮から労働者を調達すれば問題ないと考えていた。
ところが1913年10月、まさに着工する段階で、地元警官が集団で労務者に対し「退去せねば殺す」と恐喝、列車に乗車させ朝鮮へ強制送還するという事件が起こった。この事件により、県や警察が組織的に建設を妨害している事実が明らかになった。
会社は建設一時中止を決定、奉天の総領事館や南満州鉄道、関東庁、関東軍などに問題解決の協力を求めたが、事態は遅々として好転しなかった。

### 建設強行と開通
1914年1月、本渓湖に駐屯していた日本軍より建設予定地附近で演習を行いたいとの申し入れが行われた。鉄道工事と無関係な演習であれば中国側も了承する可能性があり、「演習」を名目に工事を強行することが検討された。
演習は中国側の了解を得て実施されることになり、予備演習が始まると警官たちは警戒して近づかず、翌日から始まった本番の演習では地形上銃声が反射しやすいのを利用して銃声を轟かせると警官は完全に沈黙した。
警官の沈黙を確認した権太は、改めて募集した労務者を利用し鉄道建設を開始、工事進捗にあわせて演習が前進するさまは工兵の演習のようであった。
また日本軍隊長も自ら警察の駐屯地を表敬訪問、体面上抗議行動が行えない警官に演習を利用し心理的な圧迫を加えると、警官は駐屯地から退去した。
強引な工事により建設事務所を設置した権太は積極的に工事を推進した。南満州鉄道も大きな期待を寄せており、軽便鉄道時代の安奉線で使用されていた線路や枕木などの資材、さらには車輛までもが工事に投入された。
そして1914年2月1日、本線・太子河-牛心台と王官溝・紅瞼溝・小南溝・大南溝へ通じる貨物支線が開業し、「渓堿鉄路」が誕生した。
なお「渓堿鉄路」の名称は当初から決定されていたものではなく満鉄側の方針で堿廠まで延長する計画が定まった、着工直前に命名されたものである。

### 満鉄の合弁会社へ
しかし強引な手法で建設された路線であったため、中華民国政府は認可しようとしなかった。営業開始後も沿線から苦情が続々と持ち込まれ、また鉄道の認可を巡る中国側との交渉も難航していた。貨物輸送も私営炭鉱の石炭に限定されていたため、経営状態はたちまち悪化していった。
さらに石本と本渓湖を本拠としていた本渓湖煤鉄有限公司の確執も発生している。両者はかつて当線の予定線と同経路の鉄道敷設を計画し、奉天省の議会に対する働きかけを積極的に行い、結局双方とも鉄道権益を獲得できなかったという事件があって以来、確執を有する関係であったが、渓堿鉄路が認可されない状況を見て自らの利益につなげようと運動を始めた。
既設の鉄道は認可されず、またその利権を巡り日本人同士の紛争も発生する事態に奉天の総領事館も事態の打開ができず、中国側から問題の早期決着を要望された。
そこで総領事館は第三者による調停を決定。ただし南満州鉄道は、渓堿鉄路の存在自体が自身の利害に大きく関係している事実や計画当初から参加していること、また権太に反対する官吏も存在したことから将来の利権交渉に支障が出る可能性を考慮して除外され、鉄道院嘱託の鈴木誠作が選出された。
鈴木はまず石本と本渓湖煤鉄有限公司に対して紛争は両者に対し不利益であることを説明、両者も相手側に権利が譲渡されることは認められないが、満鉄が経営するのであれば異存ないと陳述したため、鈴木は全員に鉄道の権利を満鉄に譲渡する方針での交渉を進めさせ、同時に中国政府にも譲渡案を承認させようとした。
しかし奉天省は満鉄への譲渡案は中央政府が認めないと拒否。それでも日中合弁の事業者への譲渡であれば何とか認められる可能性はある、との妥協案を提示した。鈴木は満鉄と中国側との合弁会社設立を提言、中国側も満鉄と本渓湖煤鉄有限公司の合弁とすべしと結論を出した。この妥協案により渓堿鉄路は鉱山経営に不可欠な鉄道とされ、中央政府も納得するものとなった。
1914年4月2日、満鉄6割・本渓湖煤鉄有限公司4割の出資で合弁契約を締結、合弁会社は本渓湖-堿廠間の鉄道を運営する鉄道会社であり、そこに渓堿鉄路が吸収される形態により問題の解決がされたかと思われた。
だがこの段階で石本より、鉄道により石炭輸送を行っている牛心台炭鉱は本渓湖煤鉄有限公司との資本関係が存在しないとの異議が提出されたため、表面には出ないが石本も合弁に参加、資本比率は満鉄7割・本渓湖煤鉄有限公司3割と定められた。
経営に参画できるようになった石本は、渓堿}鉄路への態度を軟化、また経営も合弁によって権太から満鉄に移管されたこともあり、6月1日から石本の採掘した石炭の輸送も行うこととなり、経営状態は大きく改善された。
中国政府からの正式な認可も、中国側交渉員が政府内部への工作を行って奉天省長を説得したことで、9月25日に中央政府による合弁契約の正式認可が得られた。
これにより渓堿鉄路は南満州鉄道と本渓湖煤鉄有限公司との合弁に改組され、「渓堿鉄路公所」とされた。

### 国営化と廃止
その後の渓堿鉄路の経営状況は良好であった。渓堿鉄路開業前後から起点のある本渓湖は満州でも有数の炭鉱と鉄鉱山を有する鉱業都市として急速な経済成長を遂げ、牛心台炭鉱も工業化の重要な一翼を担った。線名の由来である堿廠までの延伸計画は実現しなかったが、安定した運賃収入が確保できる路線となっていた。
そのような状況下、満州事変により満州を実効支配していた奉天軍閥が崩壊、1932年3月1日に満州国が樹立された。満州国政府は翌1933年2月9日に国内の日本系・旧奉天軍閥系の鉄道を接収し満州国有鉄道として経営を南満州鉄道に委託、3月1日には国鉄線を運営する「鉄路総局」と建設を行う「鉄路建設局」が設置され、1936年10月1日からは「鉄道総局」として一元化された。
鉄道総局は、鉄路総局・鉄路建設局時代から国土開発の目的もあり国鉄線の路線網の大幅な拡大を計画、満州国交通部より建設を委託される方式で各地で段階的に新線建設に着手、満州国内には鉄道整備が急速に行われることとなった。
その際、1937年に新線候補の一つとして計画されたのが渓堿鉄路の予定線と経路が重複する宮原-牛心台-田師付間の「渓堿線」であった。この沿線は牛心台炭鉱のみならず、終点の田師付附近に多くの鉱山が散在しており、満州国が策定した「満州国産業開発五箇年計画」の中で中華民国時代に「東辺道」と呼ばれたこの地域の産業開発において、この路線がその鉱産資源ゆえに重要視された。
こうして国鉄渓堿線が渓堿鉄路と重なる経路をもって敷設されることになったが、政府は渓堿鉄路を国鉄線として直接買収して改軌・延伸するのではなく、新たに新線を建設し、代わりに渓堿鉄路を補償の意味合いも兼ねて国営企業化する方法を採用した。
1937年8月31日、渓堿鉄路は国営企業化され、翌9月1日に経営が満鉄に委託された。鉄道総局は国鉄渓堿線の建設準備を進め、同年7月から宮原-牛心台-小市間、翌1938年3月には残りの小市-田師付間の工事に着手した。
そして1938年9月1日、国鉄渓堿線の宮原-牛心台間が営業を開始したのと同時に、渓堿鉄路は全線廃止となり、25年間の歴史に幕を下ろした。
なお国鉄渓堿線は1939年11月1日に全通、終戦後も中国国鉄に継承され「渓田線」として現在も営業中である。

### 年表
- 1913年 - 権太親吉、本渓湖-牛心台間の鉄道を計画し、南満州鉄道に融資を依頼。のちに培養線として南満州鉄道の事業となるが、炭鉱経営者の石本鏆太郎の不興を買う。
- 1913年10月 - 建設開始するも、合弁相手との紛争により県・警察が工事妨害。一時工事中止となる。
- 1914年1月 - 軍の力を借りて強引に建設再開。
- 1914年2月1日 - 全線開通。「渓堿鉄路」の名称決まる。
- 1914年4月2日 - 中央政府からの認可拒否、石本と本渓湖煤鉄有限公司の内輪もめを調停の上、会社を満鉄6割・本渓湖煤鉄有限公司4割の出資で両社の合弁会社とすることを決定。のち石本の異議を容れ満鉄7割・本渓湖煤鉄有限公司3割に改正。
- 1914年6月1日 - 石本鏆太郎、方針を転換し当鉄路と運炭契約。
- 1914年9月25日 - 合弁認可。「渓堿鉄路公所」に改組。
- 1932年3月1日 - 満州国樹立。
- 1933年2月9日 - 満州国有鉄道成立。
- 1937年 - 宮原-牛心台-田師付間の国鉄渓堿線建設決定。
- 1937年8月31日 - 国鉄線建設に伴い国営企業化。
- 1937年9月1日 - 経営が満鉄に委託される。
- 1938年9月1日 - 国鉄渓堿線、宮原-牛心台間開業。全線廃止。

## 駅一覧
1914年の開業当時のものを示す。
本線
太子河駅 - 崔家駅 - 臥龍駅 - 下牛心台駅 - 牛心台駅
王官溝支線
牛心台駅 - 王官溝駅
紅瞼溝支線
牛心台駅 - 紅瞼溝駅
小南溝支線
牛心台駅 - 小南溝駅
大南溝支線
牛心台駅 - 大南溝駅
下牛心台駅は1937年9月1日の国有化・南満州鉄道委託化により一足早く廃駅となっている。また既述の通り、小南溝・大南溝の両支線は一つの支線と見なす文献もある。
各支線の終点には炭鉱が存在し、これらをまとめて「牛心台炭鉱」と総称していた。経営者はばらばらで、紅瞼溝坑が日本人、その他が中国人による営業であった。
なおこれらの駅のうち、国鉄渓堿線に引き継がれたのは崔家・牛心台駅のみで、崔家駅は簡易乗降場として引き継がれたものの、1944年9月1日に廃駅となっている。

## 列車
当線の列車編成については断片的にしか分からない部分が多いが、運炭線として貨物の方が優先されていたようで、旅客列車は全て混合列車であった。
客車の等級は全て三等で、一等車や二等車は存在せず、運賃の設定もなかった。他の満州国内の私鉄のうち客車等級が判明している路線が、全て二等級制以上を採用し、実際に車輛も持っていたことを考えると珍しい。

## ダイヤ
南満州鉄道安奉線の沿線であるばかりでなく、満鉄と縁も深く、日本の勢力圏内にあった路線であったが、上述の通り貨物優先の鉄道であったため、内地の時刻表に載っているのは1935年しか確認されていない。あとは満鉄の社史などに運転回数が記されている程度である。
1919年には貨物列車・混合列車が1日7往復であった。ただし、貨物列車を含めての回数か否かは不明である。
1929年には混合列車が1日4往復していた。旅行案内に記載されているものであるが、詳しい時刻は不明。
1935年10月には1日3往復で、太子河発牛心台行が7時・11時・15時、牛心台発太子河行が9時・13時・16時30分であった。全線の運転時間は1時間程度であった。列車は既述の通り全て三等車である。
この他支線に旅客列車が運転されていたという記述も見られるが、時刻表にも現れていないため詳しいことは不明である。

## 運賃
1929年の資料によると、区間制を採用しており、太子河-崔家・崔家-臥龍・臥龍-牛心台をそれぞれ一区としていた。通貨は中国のものではなく満鉄附属地で出回っていた朝鮮円を採用し、一区につき10銭としていた。つまり全線通しの運賃は30銭である。上述の通り、三等運賃のみの設定であった。
この運賃は1935年現在でもそのまま維持されており、最後までこの運賃体系のままであったと考えられる。
また変わったこととして、回数券の存在がある。太子河-牛心台間が25回券6円、太子河と各支線間が25回券9円60銭であった。これによると支線にも旅客運賃が設定されていたようであるが詳細は不明である。

## 車両
当線の車両は既述の通り、南満州鉄道の手によって、軽便規格であった安奉線を標準軌に改軌した後に発生した車両を譲り受けたものである。
- 1 - 8号
開業時に入ったC形タンク機関車で、1905年にアメリカのボールドウィン社で製造されたもの。元は安奉線で「大形」と称された51 - 77号の中の8両であるが、どの車両が対応するかは不明。タンクはサイドタンクであるが、機関車の前面にまで及ぶほど大きく造られていた。弁装置は旧式のスチーブンソン式弁装置であった。
- 21号
1929年に入線したC形タンク機関車で、1904年にアメリカのボールドウィン社で製造されたもの。元は安奉線で「小形」と称された1 - 50号・78 - 82号のうち21号。直に当線に入らず、朝鮮の私鉄・全北鉄道に一度譲渡された後、当鉄道が国に買収され改軌したために不要となったものを譲り受けた。仕様はサイドタンクが小さい以外、1 - 8号と全く一緒である。

客車はオープンデッキの車体の両端に小さな車輪がついた二軸単車であった。所属車輛は1919年当時、客車9両・緩急車4両・貨車305両、1933年には客車11両・貨車286両であった。

## 記録類
当線については、計画から建設までに関わった南満州鉄道社員・中川久明が回顧録として記録を残している。ほか、日中合弁事業であったことから、外務省にも記録が残されている。なお直接的な資料は、中川が退職の際に会社の機密に関わることとして全て焼却処分してしまっており、存在しない。
- 中川久明「満鉄培養線のトップ」

南満州鉄道編『満洲鉄道建設秘話』（南満州鉄道刊・1939年）所収。権太親吉から計画を打ち明けられ、計画書を作ることになって以降、開業までの顛末を記している。石本鏆太郎との確執や、中国側の官吏・警察との衝突とそれを排除しての建設強行などの一部始終が記されている。中川は経営に参画しなかったため、これ以降のことに関しては外務省の資料を頼る必要がある。

## 参考資料
- 市原善積編『南満洲鉄道 鉄道の発展と機関車』（誠文堂新光社刊、1972年）
- 南満洲鉄道株式会社経済調査会第三部編『満洲各鉄道一覧』（南満州鉄道刊、1933年）
- 今尾恵介・原武史監修『日本鉄道旅行地図帳 歴史編成 満洲樺太』（新潮社刊、2009年）
- 新人物往来社編『復刻版昭和戦前時刻表』（新人物往来社刊、1999年）
- 中川久明「満鉄培養線のトップ」（南満州鉄道編『満洲鉄道建設秘話』所収、南満州鉄道刊・1939年）
- 南満州鉄道編『南満洲鉄道株式会社十年史』（南満州鉄道刊、1919年）
- 南満州鉄道編『南満洲鉄道旅行案内』（南満州鉄道刊、1929年）
- 満州日日新聞社編『満州年鑑 昭和13年版』（満州日日新聞社刊、1937年）
- 満鉄会編『南満洲鉄道株式会社第四次十年史』（竜渓書舎刊、1986年）
- 外務省編『支那電気軽便鉄道関係雑件 満蒙ノ部』第二巻（外務省文書）
- 外務省編『日支合弁事業関係雑件』第二巻（外務省文書）